# ألدايير فوينتيس
ألدايير فوينتيس (بالإسبانية: Aldair Fuentes)‏ هو لاعب كرة قدم أرجنتيني في مركز الوسط، ولد في 25 يناير 1998 في بيسكو، بيرو في بيرو. لعب مع أليانزا ليما.